# Шугуровский район
Шугуровский район (тат. Шөгер районы) — упразднённая административно-территориальная единица в составе Татарской АССР, существовавшая в 1930—1959 годах. Административный центр — село Шугурово.

## История
Шугуровский район был образован 10 августа 1930 года на части территории бывшего Бугульминского кантона.
По данным на 1945 год район имел площадь 1,8 тыс. км² и делился на 21 сельсовет: Каркалинский, Керлигачский, Кузкбашский, Кузайкинский, Мордовско-Ивановский, Мордовско-Кармалинский, Мукмин-Каратайский, Нижне-Чершилинский, Ново-Иштеряковский, Ново-Сережкинский, Сарабикуловский, Спиридоновский, Старо-Варваринский, Старо-Иштеряковский, Старо-Кувакский, Сугушлинский, Токтарово-Урдалинский, Урмышлинский, Федотовский, Шугуровский, Юлтимеровский.
С 8 мая 1952 по 6 февраля 1953 Шугуровский район входил в состав Чистопольской области, а с 6 февраля по 30 апреля 1953 — в Бугульминскую область.
12 октября 1959 года Шугуровский район был упразднён, а его территория была разделена между Лениногорским и Первомайским районами.